# NGC 4978
NGC 4978 é uma galáxia espiral (S0-a) localizada na direcção da constelação de Coma Berenices. Possui uma declinação de +18° 24' 58" e uma ascensão recta de 13 horas, 07 minutos e 50,4 segundos.
A galáxia NGC 4978 foi descoberta em 23 de Março de 1827 por John Herschel.